# Louis-Émile Bertin

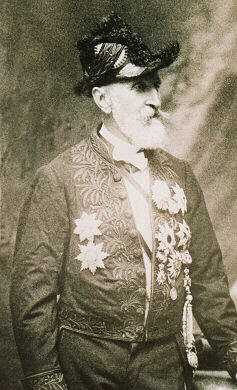
Louis-Émile Bertin

Louis-Émile Bertin (1840-1924) foi um engenheiro naval francês, um dos mais notáveis de sua época, e uma proponente da filosofia "Jeune Ecole" de usar navios de guerra leves, porém fortemente armados ao invés de grandes encouraçados.